# Мазуевка (деревня)
Мазу́евка — деревня в Кишертском районе Пермского края. Входит в Усть-Кишертское сельское поселение. В деревне одна улица, есть школа, магазин ПО «Стрелец» и сеть частных магазинов. Согласно расписанию ходит автобус маршрута № 1043 Чёрный Яр — Кишерть.

## Население
| 2000 | 2004 | 2008 | 2010 | 2011 | 2012 | 2014 | 2015 |
| ---- | ---- | ---- | ---- | ---- | ---- | ---- | ---- |
| 340  | ↘338 | ↘324 | ↘242 | →242 | ↗318 | ↘314 | ↘312 |
| 2016 |      |      |      |      |      |      |      |
| ↗315 |      |      |      |      |      |      |      |

## География
Деревня Мазуевка расположена на берегу реки Мазуевки, правом притоке реки Сылвы, в 20 км от административного и районного центра — села Усть-Кишерть — и в 40 км к юго-востоку от города Кунгура.

## Мазуевский железоделательный завод
В 1704 году по Указу Петра I уфимец Фёдор Иванович Молодой получил разрешение на проведение рудных поисков в Кунгурском уезде и в Сибири и строительства за свой счет заводов для обработки найденных руд. Завод был построен и стал выпускать кричное железо, а затем производил полосовое железо.
В 1744 году завод был закрыт.

## Мазуевский казенный медеплавильный завод
В 1711 году при вешняке плотины Мазуевского железоделательного завода Ф. И. Молодым на казенные деньги был построен медеплавильный завод. В 1712 году выплавка составила 10 пудов черновой меди. Однако в 1712 году завод был закрыт.